# Moeshorner- en Uilenestermolenpolder
De Moeshorner- en Uilenestermolenpolder is een voormalig waterschap (molenpolder) in de provincie Groningen.

## Kenmerken
De polder lag ten westen en noordwesten van Bedum, oostelijk van het Boterdiep. De noord- en westgrens werd gevormd door de Wolddijk. De zuidgrens lag zo'n 400 m zuidelijk van de Oude Dijk. De molen met de naam Lantingsmolen stond in de bebouwing van het dorp Bedum en sloeg uit op het Balkgat dat uitmondde in het Boterdiep. 
Waterstaatkundig gezien ligt het gebied sinds 1995 binnen dat van het waterschap Noorderzijlvest.

## Naam
Op de bij het boek van Geertsema behorende kaart staat het waterschap vermeld als Moeshorner- en Uilenesterpolder, dus zonder de aanduiding molenpolder. Het waterschap bestond uit twee delen. De Moeshornerpolder (18 ha) lag ten westen van de Stadsweg. De Uilenesterpolder (264 ha) lag tussen de Stadsweg en het Boterdiep. Opmerkelijk is dat de gemeente een woonwijk met de naam Uilenest heeft aangelegd in de voormalige Moeshornerpolder. Alle straatnamen hebben de naam van een soort uil gekregen, zoals Bosuil, Steenuil, Velduil enz.
De naam Moeshorn verwijst naar de daar gelegen moestuintjes.